# Liste des monarques de Prusse

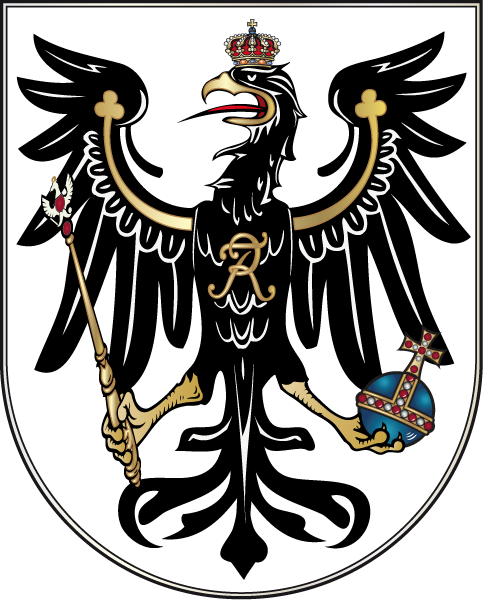
Armorial des rois de Prusse.

Cette page dresse une liste des monarques de Prusse, c'est-à-dire les personnes dirigeant ou représentant de la monarchie de la Prusse entre 1525 et 1918, et les prétendants au trône prussien de 1918 à aujourd'hui. La Prusse est un ancien territoire allemand de l'Est de l'Europe.
Les Hohenzollern, qui étaient princes-électeurs de Brandebourg depuis 1417, deviennent « ducs de Prusse » en 1525. L'union personnelle entre les deux entités se transforme en royaume de Prusse en 1701, lorsque la dignité royale leur est accordée par l'empereur avec le titre de « roi en Prusse », puis « roi de Prusse » (à partir de la première partition de la Pologne en 1772). La marche de Brandebourg perd ses liens de vassalité vis-à-vis du Saint-Empire après la dissolution de celui-ci en 1806.
Les rois de Prusse sont également princes de Neuchâtel de la mort de Marie de Nemours en 1707 à 1848, et empereurs allemands à partir de 1871.

## Duché de Prusse (1525-1701)
| Portrait                         | Nom                                             | Dynastie               | Début du règne    | Fin du règne      | Notes |
| -------------------------------- | ----------------------------------------------- | ---------------------- | ----------------- | ----------------- | --- |
| Frédéric Ier de Prusse           | Albert de Brandebourg 1490-1568                 | Maison de Hohenzollern | 10 avril 1525     | 20 mars 1568      | Albert de Brandebourg, grand maître de l’ordre Teutonique, premier duc de Prusse (1525-1568). |
| Frédéric-Guillaume Ier de Prusse | Albert-Frédéric de Prusse 1553-1618             | Maison de Hohenzollern | 20 mars 1568      | 28 août 1618      | Albert Frédéric de Prusse fut le second duc de Prusse de 1568 à 1618. À sa mort, le duché échut à son gendre Jean Sigismond de Brandebourg. La marche de Brandebourg et le duché de Prusse ne formèrent plus qu'un seul fief que l'on nommera le Brandebourg-Prusse. |
| Frédéric II de Prusse            | Jean III Sigismond de Brandebourg 1572-1619     | Maison de Hohenzollern | 28 août 1618      | 23 décembre 1619  | Jean III Sigismond de Brandebourg (1571-1619), alias Jean Sigismond de Hohenzollern, 9e prince-électeur de Brandebourg (1608-1619), administrateur de la Prusse (1611), duc en Prusse (1618-1619).                                                                   |
| Frédéric-Guillaume II            | Georges-Guillaume Ier de Brandebourg 1595-1640  | Maison de Hohenzollern | 23 décembre 1619  | 1er décembre 1640 | Georges Guillaume Ier de Brandebourg (1595-1640), alias Georges-Guillaume de Hohenzollern 10e prince-électeur de Brandebourg et duc en Prusse (1619-1640) |
| Frédéric-Guillaume III de Prusse | Frédéric-Guillaume Ier de Brandebourg 1620-1688 | Maison de Hohenzollern | 1er décembre 1640 | 29 avril 1688     | Frédéric-Guillaume Ier de Brandebourg (1620-1688), dit Frédéric Guillaume le Grand 11e prince-électeur de Brandebourg (1640-1688), duc en Prusse (1640-1660), duc de Prusse (1657-1688).                                                                             |
| Frédéric-Guillaume IV de Prusse  | Frédéric III de Brandebourg 1657-1713           | Maison de Hohenzollern | 29 avril 1688     | 18 janvier 1701   | Frédéric Ier de Prusse (1657-1713), 12e prince-électeur de Brandebourg (1688-1713) (Frédéric III), duc en Prusse (1688-1701) puis premier roi en Prusse (1701-1713) (Frédéric Ier).                                                                                  |

## Royaume de Prusse (1701-1918)
| Portrait                         | Nom                                        | Dynastie               | Début du règne   | Fin du règne     | Notes |
| -------------------------------- | ------------------------------------------ | ---------------------- | ---------------- | ---------------- | --- |
| Frédéric-Guillaume IV de Prusse  | Frédéric Ier de Prusse 1657-1713           | Maison de Hohenzollern | 18 janvier 1701  | 25 février 1713  | Prince-électeur de Brandebourg et duc en Prusse depuis 1688, il prend en 1701 la dignité royale sous le titre de « roi en Prusse ».                                              |
| Frédéric-Guillaume Ier de Prusse | Frédéric-Guillaume Ier de Prusse 1688-1740 | Maison de Hohenzollern | 25 février 1713  | 31 mai 1740      | Le Roi-Sergent, dévoué au développement de l’État, il modernise et accroît l’importance de l’armée et de l’administration. Fils du précédent.                                    |
| Frédéric II de Prusse            | Frédéric II le Grand 1712-1786             | Maison de Hohenzollern | 31 mai 1740      | 17 août 1786     | Premier à porter le titre de « roi de Prusse » en 1772, il est l’un des modèles du despote éclairé. Fils du précédent.                                                           |
| Frédéric-Guillaume II            | Frédéric-Guillaume II 1744-1797            | Maison de Hohenzollern | 17 août 1786     | 16 novembre 1797 | Il accroît le territoire prussien par des annexions en Pologne. Neveu du précédent.                                                                                              |
| Frédéric-Guillaume III de Prusse | Frédéric-Guillaume III 1770-1840           | Maison de Hohenzollern | 16 novembre 1797 | 7 juin 1840      | Dernier prince-électeur de Brandebourg, il peut rehausser le rôle de la Prusse en Allemagne après la disparition du Saint-Empire. Fils du précédent.                             |
| Frédéric-Guillaume IV de Prusse  | Frédéric-Guillaume IV 1795-1861            | Maison de Hohenzollern | 7 juin 1840      | 2 janvier 1861   | Il refuse la couronne impériale offerte en 1849 par le Parlement de Francfort et octroie une constitution conservatrice qui restera en vigueur jusqu’en 1918. Fils du précédent. |
| Guillaume Ier de Prusse          | Guillaume Ier 1797-1888                    | Maison de Hohenzollern | 2 janvier 1861   | 9 mars 1888      | Président de la confédération de l’Allemagne du Nord à partir de 1867, il est proclamé empereur allemand lors de l’unification en 1871. Frère du précédent.                      |
| Frédéric III de Prusse           | Frédéric III 1831-1888                     | Maison de Hohenzollern | 9 mars 1888      | 15 juin 1888     | Gravement malade, il monte sur le trône, mais meurt trois mois plus tard ; 1888 est appelée l’« année des trois empereurs ». Fils du précédent.                                  |
| Guillaume II de Prusse           | Guillaume II 1859-1941                     | Maison de Hohenzollern | 15 juin 1888     | 9 novembre 1918  | Il abdique le 9 novembre 1918, la défaite allemande à la fin de la Première Guerre mondiale entraînant la chute de l’Empire, et la République est proclamée. Fils du précédent.  |

## Prétendants au trône prussien de 1918 à aujourd'hui
Après la mort de Guillaume II en 1941, les chefs de la maison impériale d'Allemagne et royale de Prusse sont :
| Portrait | Nom                                                                       | Début du règne    | Fin du règne      | Titres                                                                     | Armoiries |
| -------- | ------------------------------------------------------------------------- | ----------------- | ----------------- | -------------------------------------------------------------------------- | --------- |
|          | Guillaume III (6 mai 1882, Potsdam – 20 juillet 1951, Hechigen)           | 5 juin 1941       | 20 juillet 1951   | Prétendant aux trônes d’Allemagne et de Prusse Roi de Prusse (1941-1951)   |           |
|          | Louis-Ferdinand Ier (9 novembre 1907, Potsdam – 25 septembre 1994, Brême) | 20 juillet 1951   | 25 septembre 1994 | Prétendant aux trônes d’Allemagne et de Prusse Roi de Prusse (1951-1994)   |           |
|          | Georges-Frédéric Ier (10 juin 1976, Brême)                                | 25 septembre 1994 | en cours          | Prétendant aux trônes d’Allemagne et de Prusse Roi de Prusse (depuis 1994) |           |